# James Van Trees

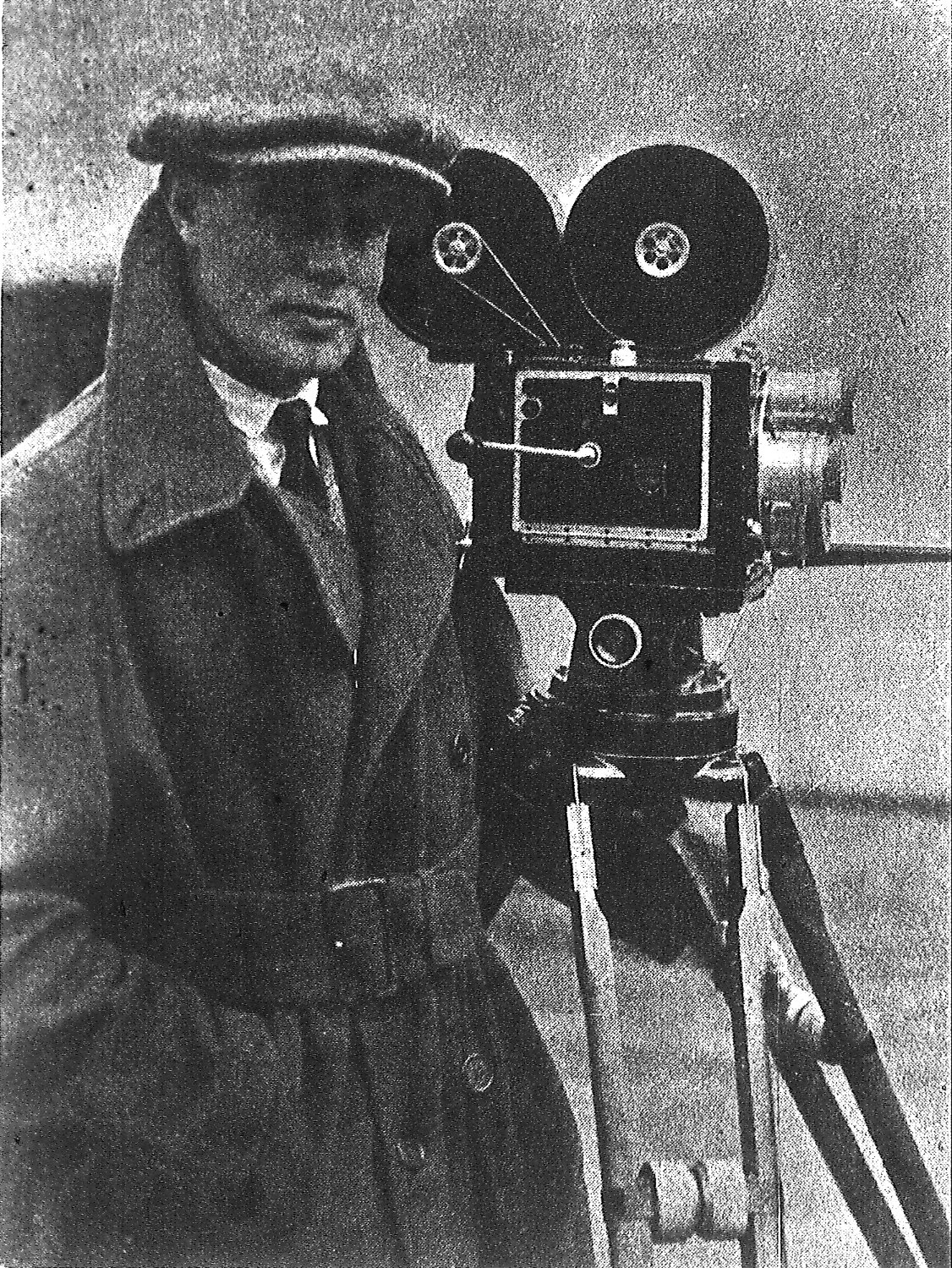
James Van Trees

James Van Trees (* 13. August 1890 in Oakland, Kalifornien; † 11. April 1973 in Hollywood, Kalifornien) war ein US-amerikanischer Kameramann.

## Leben
Trees war ein Sohn der Drehbuchautorin und Regisseurin Julia Crawford Ivers (1867–1930). Er begann seine Laufbahn als Kameramann im Jahr 1916. Bis Ende der 1940er Jahre wirkte er ausschließlich an Kinoproduktionen mit. In den 1930er Jahren arbeitete er bei mehreren Produktionen mit dem Regisseur Alfred E. Green zusammen.
In den 1950er Jahren verlagerte sich sein Arbeitsschwerpunkt auf das Fernsehen. Er war bis in die 1960er Jahre hinein an mehreren Fernsehserien und -shows beteiligt, darunter The George Burns and Gracie Allen Show (1955–1958) und The Many Loves of Dobie Gillis (1959–1963). 1966 war er ein letztes Mal als Kameramann tätig. Insgesamt wirkte er an mehr als 180 Produktionen mit.
In den Jahren 1923 bis 1924 war er Präsident der American Society of Cinematographers.

## Filmografie (Auswahl)
- 1916: David Garrick
- 1916: The Heart of Paula
- 1916: The Code of Marcia Gray
- 1922: Der junge Maharadscha (The Young Rajah)
- 1928: Die Nacht ohne Hoffnung (The Noose)
- 1930: The Green Goddess
- 1931: The Star Witness
- 1931: Alexander Hamilton
- 1932: Rettender Ruin (A Successful Calamity)
- 1932: Silberdollar (Silver Dollar)
- 1932: Big City Blues
- 1933: Urlaub vom Thron (The King's Vacation)
- 1933: Lilly Turner
- 1933: Midnight Mary
- 1933: Baby Face
- 1933: I Loved a Woman
- 1934: The Age of Innocence
- 1934: 1929 – Manhattan N.Y. (Gentlemen Are Born)
- 1934: Stingaree
- 1935: Jeden Abend um acht (Every Night at Eight)
- 1935: Mädchen in Shanghai (Shanghai)
- 1936: Kein Alibi für den Staatsanwalt (The Unguarded Hour)
- 1937: It’s Love I’m After
- 1941: Dem Schicksal vorgegriffen (Flight from Destiny)
- 1945: Liebe im Ring (The Great John L.)
- 1946: Eine Nacht in Casablanca (A Night in Casablanca)
- 1947: Die legendären Dorseys (The Fabulous Dorseys)
- 1948: The Babe Ruth Story
- 1952–1955: I Married Joan (Fernsehserie)
- 1955–1958: The George Burns and Gracie Allen Show (Fernsehserie)
- 1959–1963: The Many Loves of Dobie Gillis (Fernsehserie)